# Juré-justicier

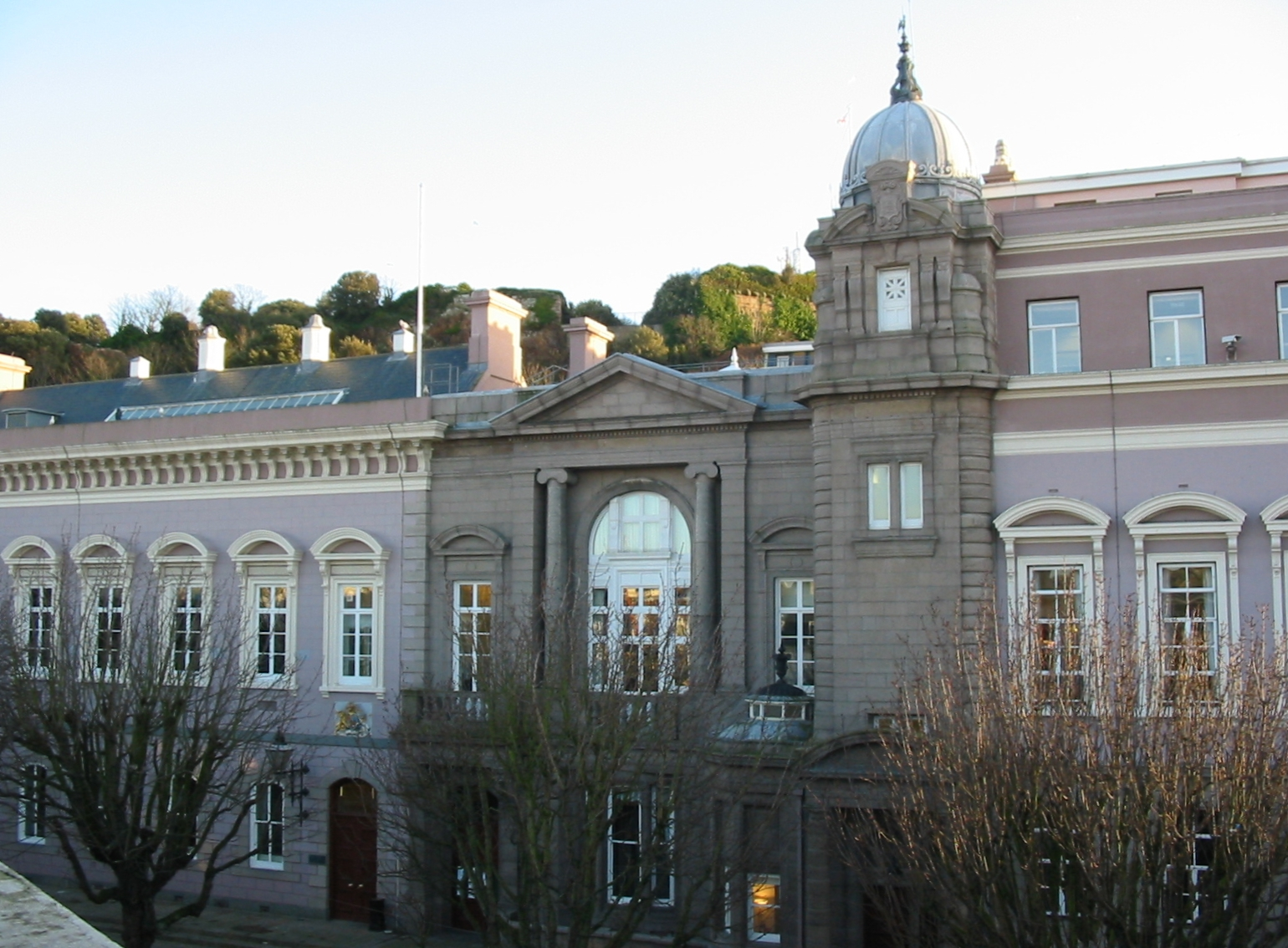
La Cour royale du Palais de Justice de Saint-Hélier à Jersey.

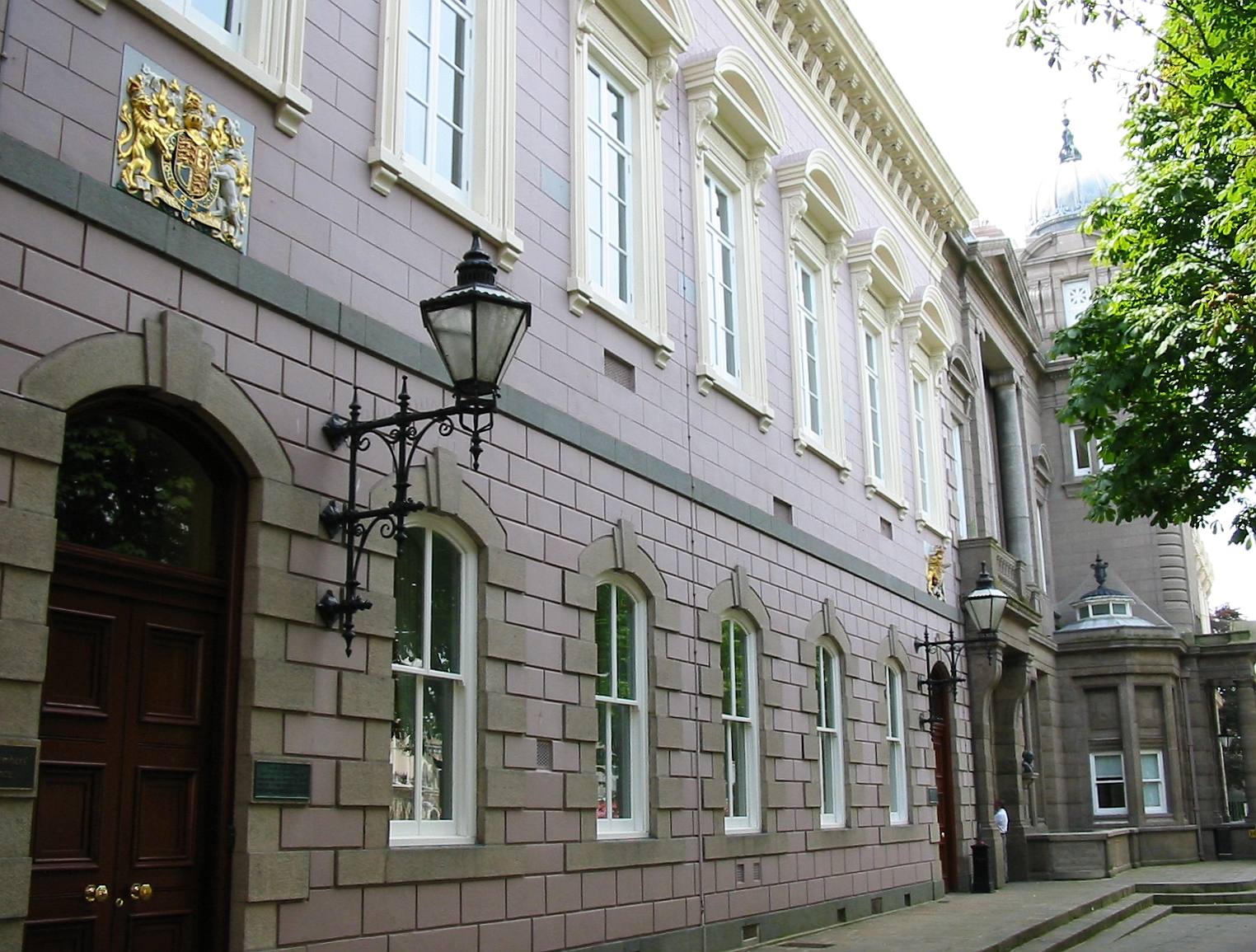
La Cour royale du Palais de Justice de Saint-Hélier à Jersey.

Le juré-justicier est une fonction judiciaire assumée par des laïcs désignés par les paroissiens des îles Anglo-Normandes depuis l'époque normande. Ils sont des magistrats électifs des îles de la Manche. La fonction est également désignée par les termes juré du roi ou juré de la reine selon le cas ou encore juré de la Cour royale. Ils sont membres des États de Jersey.
L'origine des jurés-justiciers dans les îles de la Manche remonte à l'époque médiévale et au droit normand. "Le Precepte d'Assise vis : Et est a savoir que yceulx 12 jurés, selon l'établissement de la coustume de Normandie sont mis et ordonnez au nom et au lieu de quatre chevaliers."  
À Jersey et à Guernesey, un collège de douze jurés-justiciers forment la Cour royale de chacune de ces deux îles Anglo-Normandes. Ils sont élus à vie par les paroissiens des îles. Les jurés-justiciers, en tant que laïcs, sont des juges de fait plutôt que de droit. Ils supervisent les moyens de transport et les licences d'alcool. À Aurigny, cependant, les jurés-justiciers sont des juges de fait et de droit (assisté par un greffier) tant en matière civile que pénale. À Sercq, il y avait autrefois une cour de jurés électifs. 